# Louis-Nicolas Clérambault
Louis-Nicolas Clérambault (París, 19 de desembre de 1676 - idem. 26 d'octubre de 1749), fou un compositor, organista i clavecinista francès.
Fou organista de moltes esglésies i de la casa reial de Saint-Cyr, i deixà nombroses obres, entre elles dos llibres de peces per a clave, un llibre de peces per a orgue, cinc de cantates, amb acompanyament d'orquestra, nombroses cantates soltes, dos llibres de cants i motets, una composició escènica al·legòrica, Le Soleil vaingeur des nuages, que es representà en l'Òpera el 1721, i el Idylle de Saint-Cyr (1745).
El seu fill, César François (1705-1760), el succeí com a organista de Saint-Cyr, i el qual, junt amb el seu germà Évrard Dominique (1710-1790) van escriure algunes composicions.